# 白衣の女性 (トーロップ)
『白衣の女性』（はくいのじょせい、Dame in wit）またはは、『朝食にて』（ちょうしょくにて、Aan het ontbijt）は、オランダ、ベルギー、イギリスで活動した画家、ヤン・トーロップ（1858-1928）が1886年に描いた油絵作品である。その当時イギリスで人気のあったジェームズ・マクニール・ホイッスラーから影響を受けたスタイルで婚約者を描いた作品である。アムステルダム市立美術館に所蔵されている。

## 説明
作者のヤン・トーロップはデルフトやアムステルダムの美術学校で学んだ後、1882年からブリュッセルで活動し、ベルギーの反アカデミック美術の美術展の「20人展」（最初の展覧会は1884年に開催）に招待されてメンバーになっていた。1885年にはブリュッセルで音楽を学んでいたイギリス人女性でこの絵のモデルとなったアニー・ホール (Annie Hall: 1860-1929)と出会い、2人は1886年に結婚する。
1884年にトゥーロップは友人の詩人、文学者のエミール・ヴェルハーレンと美術評論家のジョルジュ・デストレと、ブリュッセルからロンドンへ旅した。1885年の末にも、数ヶ月間再びイギリスに滞在し、アニー・ホールの両親の邸に滞在した。1884年の「20人展」に出展されたジェームズ・マクニール・ホイッスラーの作品に興味をもっていたトゥーロップはイギリス滞在中にローレンス・アルマ＝タデマの紹介でホイッスラーのスタジオを訪れた。この時期のトゥーロップの作品にホイッスラーの影響は強く表れることになり、『白衣の女性』はその代表的な作品である。
『白衣の女性』は1887年の「20人展」に出展された。トーロップはその後、スタイルを変え、象徴主義者やアール・ヌーヴォーの画家として活動するが、初期の印象主義のスタイルの作品の評価も高い。

## 関連画像

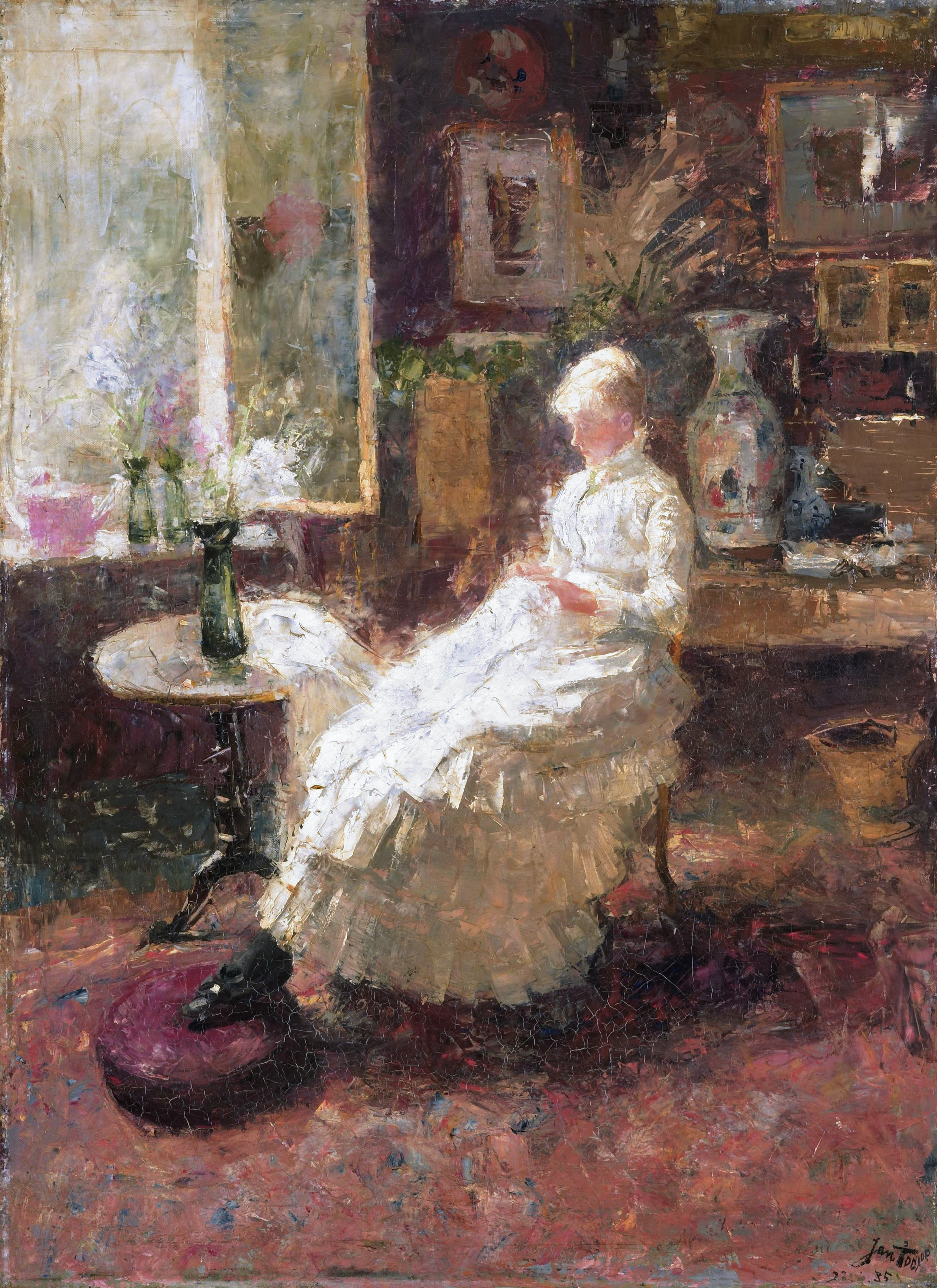
トゥーロップ作『アニー・ホールの肖像』(1885) アムステルダム国立美術館
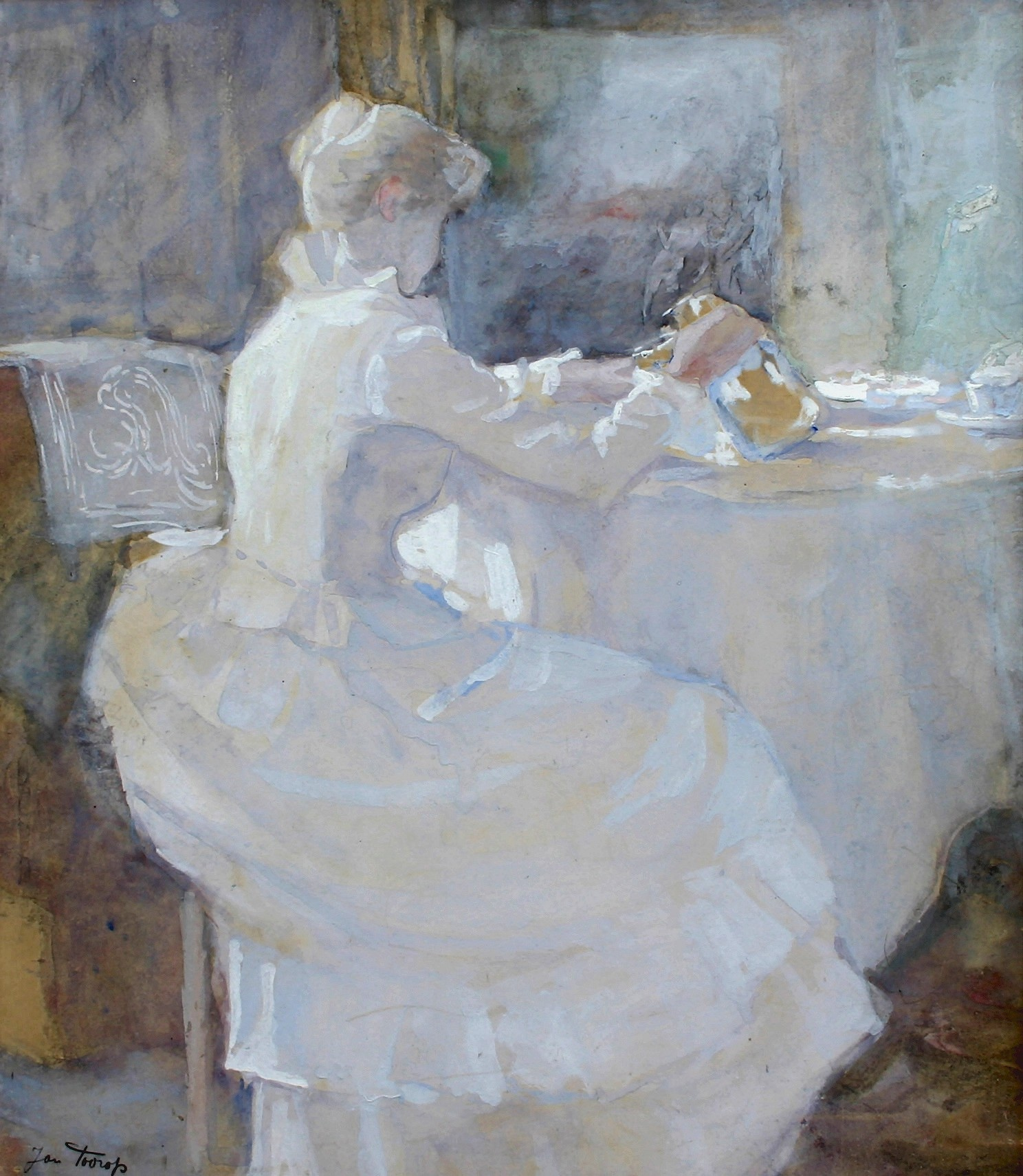
トゥーロップ作『ミルクピッチャーを持つアニー・ホール』
トゥーロップ作「ピアノの演奏」(1887)
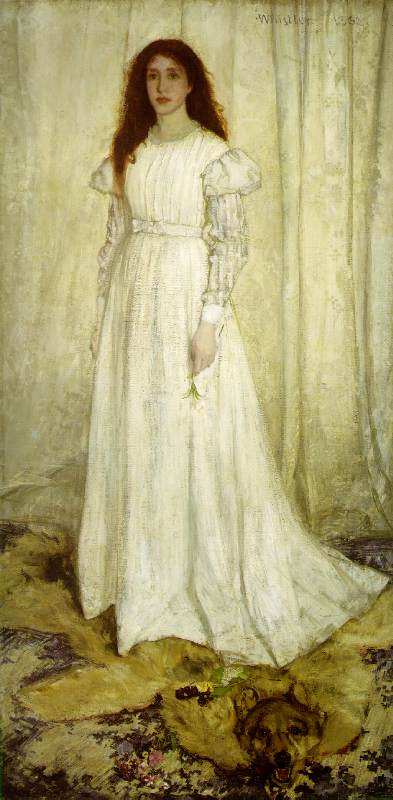
ホイッスラー作『白のシンフォニー第1番-白の少女』(1862)